# Gran Premio di Gran Bretagna 1957
Il Gran Premio di Gran Bretagna 1957 fu la quinta gara della stagione 1957 del Campionato mondiale di Formula 1, disputata il 20 luglio sul Circuito di Aintree.
La corsa vide la vittoria di Stirling Moss e Tony Brooks (prima in carriera per Brooks), che si avvicendarono alla guida di una Vanwall, seguiti dall'italiano Luigi Musso e dal britannico Hawthorn, entrambi su Ferrari.

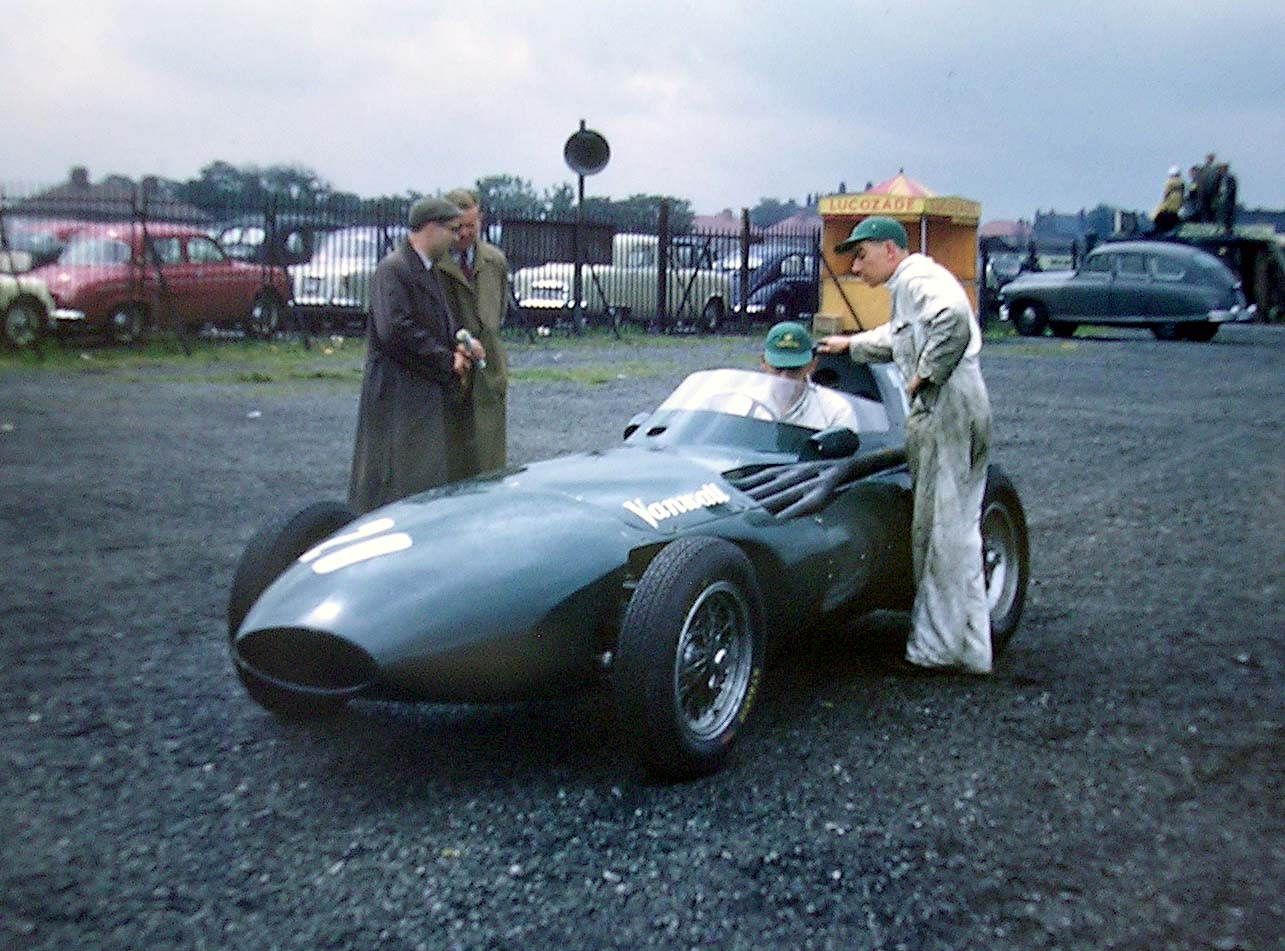
La Vanwall vincitrice del Gran Premio prima della partenza

## Qualifiche
| Pos | N° | Pilota              | Auto               | Squadra                   | Tempo  | Distacco |
| --- | -- | ------------------- | ------------------ | ------------------------- | ------ | -------- |
| 1   | 18 | Stirling Moss       | Vanwall VW5        | Vandervell Products Lts   | 2:00.2 | -        |
| 2   | 4  | Jean Behra          | Maserati 250F      | Officine Alfieri Maserati | 2:00.4 | +0.2     |
| 3   | 20 | Tony Brooks         | Vanwall VW5        | Vandervell Products Lts   | 2:00.4 | +0.2     |
| 4   | 2  | Juan Manuel Fangio  | Maserati 250F      | Officine Alfieri Maserati | 2:00.6 | +0.4     |
| 5   | 10 | Mike Hawthorn       | Ferrari 801        | Scuderia Ferrari          | 2:01.2 | +1.0     |
| 6   | 22 | Stuart Lewis-Evans  | Vanwall VW5        | Vandervell Products Lts   | 2:01.2 | +1.0     |
| 7   | 6  | Harry Schell        | Maserati 250F      | Officine Alfieri Maserati | 2:01.4 | +1.2     |
| 8   | 12 | Peter Collins       | Ferrari 801        | Scuderia Ferrari          | 2:01.8 | +1.6     |
| 9   | 16 | Maurice Trintignant | Ferrari 801        | Scuderia Ferrari          | 2:03.2 | +3.0     |
| 10  | 14 | Luigi Musso         | Ferrari 801        | Scuderia Ferrari          | 2:03.4 | +3.2     |
| 11  | 8  | Carlos Menditeguy   | Maserati 250F      | Officine Alfieri Maserati | 2:05.4 | +5.2     |
| 12  | 26 | Les Leston          | BRM P25            | Owen Racing Organisation  | 2:05.6 | +5.4     |
| 13  | 34 | Jack Brabham        | Cooper T43-Climax  | Cooper Car Company        | 2:07.0 | +6.8     |
| 14  | 36 | Roy Salvadori       | Cooper T43-Climax  | Cooper Car Company        | 2:07.0 | +6.8     |
| 15  | 30 | Horace Gould        | Maserati 250F      | H.H. Gould                | 2:07.4 | +7.2     |
| 16  | 24 | Jack Fairman        | BRM P25            | Owen Racing Organisation  | 2:08.6 | +8.4     |
| 17  | 28 | Jo Bonnier          | Maserati 250F      | Privato                   | 2:12.6 | +12.4    |
| 18  | 38 | Bob Gerard          | Cooper T43-Bristol | Privato                   | 2:12.6 | +12.4    |
| 19  | 32 | Ivor Bueb           | Maserati 250F      | Gilby Engineering         | 2:15.4 | +15.2    |

## Gara
| Pos | N° | Pilota                            | Costruttore        | Giri | Tempo/Causa Ritiro    | Pos Partenza | Punti |
| --- | -- | --------------------------------- | ------------------ | ---- | --------------------- | ------------ | ----- |
| 1   | 20 | Tony Brooks Stirling Moss         | Vanwall VW5        | 90   | 3:06:37.8             | 3            | 4 5   |
| 2   | 14 | Luigi Musso                       | Ferrari 801        | 90   | +25.6 secondi         | 10           | 6     |
| 3   | 10 | Mike Hawthorn                     | Ferrari 801        | 90   | +42.8 secondi         | 5            | 4     |
| 4   | 16 | Maurice Trintignant Peter Collins | Ferrari 801        | 88   | +2 Giri               | 9            | 3     |
| 5   | 36 | Roy Salvadori                     | Cooper T43-Climax  | 85   | +5 Giri               | 14           | 2     |
| 6   | 38 | Bob Gerard                        | Cooper T43-Bristol | 82   | +8 Giri               | 18           |       |
| 7   | 22 | Stuart Lewis-Evans                | Vanwall VW5        | 82   | +8 Giri               | 6            |       |
| 8   | 32 | Ivor Bueb                         | Maserati 250F      | 71   | +19 Giri              | 19           |       |
| Rit | 34 | Jack Brabham                      | Cooper T43-Climax  | 74   | Frizione              | 13           |       |
| Rit | 4  | Jean Behra                        | Maserati 250F      | 69   | Frizione              | 2            |       |
| Rit | 12 | Peter Collins                     | Ferrari 801        | 53   | Perdita acqua         | 8            |       |
| Rit | 18 | Stirling Moss Tony Brooks         | Vanwall VW5        | 51   | Motore                | 1            |       |
| Rit | 2  | Juan Manuel Fangio                | Maserati 250F      | 49   | Motore                | 4            |       |
| Rit | 24 | Jack Fairman                      | BRM P25            | 46   | Motore                | 16           |       |
| Rit | 26 | Les Leston                        | BRM P25            | 44   | Motore                | 12           |       |
| Rit | 6  | Harry Schell                      | Maserati 250F      | 39   | Pompa acqua           | 7            |       |
| Rit | 8  | Carlos Menditeguy                 | Maserati 250F      | 35   | Trasmissione          | 11           |       |
| Rit | 28 | Jo Bonnier                        | Maserati 250F      | 18   | Cambio                | 17           |       |
| NP  | 30 | Horace Gould                      | Maserati 250F      |      | Incidente-Non partito | 15           |       |

## Statistiche

### Piloti
- 1ª vittoria per Tony Brooks
- 4° vittoria per Stirling Moss
- 10° podio per Mike Hawthorn
- Ultimo Gran Premio per Bob Gerard e Les Leston

### Costruttori
- 1° pole position, 1º giro più veloce e 1° vittoria per la Vanwall
- 80° podio per la Ferrari

### Motori
- 1ª pole position, 1º giro più veloce e 1ª vittoria per il motore Vanwall
- 80° podio per il motore Ferrari
- 50º Gran Premio per il motore Maserati

### Giri al comando
- Stirling Moss (1-22)
- Jean Behra (23-69)
- Stirling Moss/Tony Brooks (70-90)

## Classifica Mondiale
| Pos | Pilota                | Punti |
| --- | --------------------- | ----- |
| 1   | Juan Manuel Fangio    | 25    |
| 2   | Luigi Musso           | 13    |
| 3   | Tony Brooks           | 10    |
| 4   | Sam Hanks             | 8     |
| 5   | Jim Rathmann          | 7     |
|     | Mike Hawthorn         | 7     |
| 7   | Jean Behra            | 6     |
|     | Stirling Moss         | 6     |
| 9   | Harry Schell          | 5     |
|     | Maurice Trintignant   | 5     |
| 11  | Peter Collins         | 4     |
|     | Jimmy Bryan           | 4     |
|     | Carlos Menditeguy     | 4     |
|     | Masten Gregory        | 4     |
| 15  | Paul Russo            | 3     |
|     | Stuart Lewis-Evans    | 3     |
| 17  | Andy Linden           | 2     |
|     | Roy Salvadori         | 2     |
| 19  | José Froilán González | 1     |
|     | Alfonso de Portago    | 1     |